# Muhammad as-Sajjid (zapaśnik)
Muhammad as-Sajjid Muhammad Chalil (arab. محمد السيد محمد خليل; ur. 21 marca 1979)  – egipski zapaśnik walczący w stylu klasycznym. Złoty medalista igrzysk afrykańskich w 1999. Wicemistrz Afryki w 1997, 1998 i 2000. Czwarty na igrzyskach śródziemnomorskich w 1997. Triumfator igrzysk panarabskich w 1997 i 1999. Trzeci na mistrzostwach arabskich w 2002. Piąty w Pucharze Świata w 2002 roku.